# Ken Buehler
Kenneth Leslie Buehler, detto Ken (Edgar, 19 novembre 1919 – Rhinelander, 18 aprile 2019), è stato un cestista statunitense, professionista nella NBL.

## Carriera
Dopo aver frequentato la Edgar High School e il Milwaukee State Teachers College, firmò per gli Sheboygan Red Skins in National Basketball League. Disputò 22 stagioni nella stagione 1942-1943 e venne nominato miglior rookie del campionato. Fu costretto ad abbandonare l'attività cestistica poiché venne arruolato nell'esercito statunitense impegnato nella seconda guerra mondiale. Al rientro in patria disputò tre partite ancora con i Red Skins e successivamente ai Fort Wayne Pistons.

## Palmarès
- NBL Rookie of the Year (1943)